# Xanthoparmelia alectoronica
Xanthoparmelia alectoronica är en lavart som beskrevs av Hale. Xanthoparmelia alectoronica ingår i släktet Xanthoparmelia och familjen Parmeliaceae.   Inga underarter finns listade i Catalogue of Life.